# دیوید فرانسا اولیویرا ای سیلوا
دیوید فرانسا اولیویرا ای سیلوا (به پرتغالی: David França Oliveira e Silva) هافبک اهل برزیل است که در شهر Araxá و در تاریخ ۲۹ مهٔ ۱۹۸۲ به دنیا آمده‌است.
دیوید فرانسا اولیویرا ای سیلوا در تیم‌های فوتبال Yverdon سابقهٔ حضور دارد.